# Salamis augustina
Salamis augustina är en fjärilsart som beskrevs av Jean Baptiste Boisduval 1833. Salamis augustina ingår i släktet Salamis och familjen praktfjärilar. Inga underarter finns listade i Catalogue of Life.